# 2007年世界房車錦標賽荷蘭站
2007年世界房車錦標賽荷蘭站是2007年度世界房車錦標賽的第二站賽事，正式比賽在2007年5月6日於荷兰赞德福特赛道上舉行。第一回合由Proteam Motorsport車隊的Luca Rangoni勝出，第二回合由西亚特車隊的泰基尼勝出。